# Pedra de Tjängvide
La Pedra de Tjängvide, consignada en la base de dades Rundata com a G 110, és una estela decorada amb imatges de l'era vikinga, descoberta al 1844 en una granja de Tjängvide, Gotland, Suècia. Actualment, però, es mostra en el Museu Nacional d'Antiguitats d'Estocolm. És una llosa plana de pedra calcària que fa 1,7 metres d'alçada, 1,2 metres d'ample i 30 cm de gruix. La pedra és probablement d'origen pagà, perquè no conté elements cristians en cap de les figures exposades. Una de les imatges ha estat triada com a logotip per a representar el Museu Nacional d'Antiguitats de Suècia i és una de les més popularment conegudes a Suècia.

## Detalls

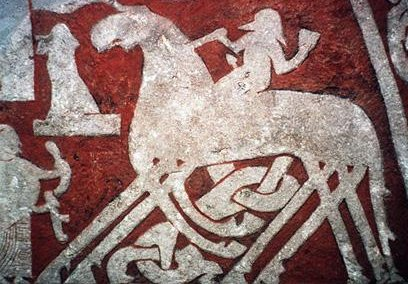
Detall de la famosa figura a cavall

L'estela és decorada amb moltes figures en dos camps, superior i inferior, separats per una trama trenada que semblen valknuts. A la banda superior, hi ha un gran cavall de vuit potes i un petit genet a qui una dona ofereix una beguda en una banya; també hi apareix un animal quadrúpede i altres imatges menys perceptibles.
El genet se sol identifica amb el déu Odin sobre el seu cavall de vuit potes, Sleipnir, o amb un difunt arribant al Valhalla sobre el corser d'Odin. La figura femenina es considera una valquíria.

## Teories
Hi ha altres interpretacions sobre la imatge. Una d'aquestes es basa en la Saga Volsunga, en què el genet deu ser Sigurd cavalcant sobre Grane (un descendent de Sleipnir) i la figura femenina correspondria a Brunilda o bé a Grimhilda, que dona la benvinguda a Sigurd a la cort de Gjukungs. Aquesta història fou molt popular durant l'era vikinga i es representà en altres esteles rúniques coneguts com les Pedres de Sigurd. També pot ser que les vuit potes representen la rapidesa del cavall i que el genet siga un home del poble que és rebut per la seua esposa. L'home darrere de la figura femenina sembla portar un arc, podria ser un caçador i el quadrúpede que l'acompanya podria ser el seu gos. La figura horitzontal sobre el genet sembla un home mort.
Cal ressaltar que l'estela té forma fàl·lica, i que les combinacions de mort i simbologia eròtica són abundants en les runes de Gotland i altres esteles semblants.

## Inscripció
La inscripció rúnica a l'esquerra del camp és una filera rúnica, però moltes runes s'han esborrat. En la inscripció rúnica a la dreta del camp inferior s'han perdut la meitat de les runes; els mots s'uneixen sense espais entre si i el tipus n'és la runa de pal curt.
El nom Hiorulf del text es tradueix com a 'llop espasa'.
Així es representa la inscripció segons la base de dades Rundata:

### En caràcters llatins
- A fuorkhn... ...fuþr-...
- B ... (r)aisti stainin aft iurulf bruþur sense ÷ sikuif(i)r(t)(o)(a)(n)k(i)sifil

### Ennòrdic antic
- A fuþork...
- B ... ræisti stæininn æftiR Hiorulf/Iorulf, broður sinn ...

### En català
- A fuþork ...
- B ... aixecada la pedra en memòria de Hjôrulfr/Jórulfr, el seu germà ...